# بهشية كبيرة الأزهار
البَهْشِيِّة الكبيرة الأزهار (باللاتينية: Ilex grandiflora) نوع نباتي يتبع جنس البهشية من الفصيلة البهشية.
موطنها ماليزيا.